# Kanton Épernay-2
Der Kanton Épernay-2 ist seit 1973 ein französischer Wahlkreis im Arrondissement Épernay im Département Marne und in der Region Grand Est; sein Hauptort ist Épernay.

## Gemeinden
Der Kanton besteht aus 18 Gemeinden und Teilgemeinden mit insgesamt 25.260 Einwohnern (Stand: 1. Januar 2022) auf einer Gesamtfläche von 148,87 km²:
| Gemeinde           | Einwohner 1. Januar 2022 | Fläche km² | Dichte Einw./km² | Code INSEE | Postleitzahl |
| ------------------ | ------------------------ | ---------- | ---------------- | ---------- | ------------ |
| Avize              | 1.751                    | 7,62       | 230              | 51029      | 51190        |
| Brugny-Vaudancourt | 437                      | 19,87      | 22               | 51093      | 51530        |
| Chavot-Courcourt   | 337                      | 4,42       | 76               | 51142      | 51530        |
| Chouilly           | 1.062                    | 16,12      | 66               | 51153      | 51530        |
| Cramant            | 877                      | 5,37       | 163              | 51196      | 51530        |
| Cuis               | 368                      | 8,27       | 44               | 51200      | 51530        |
| Épernay            | 14.423                   | 16,93      | 852              | 51230      | 512000       |
| Flavigny           | 177                      | 7,98       | 22               | 51251      | 51190        |
| Grauves            | 618                      | 7,84       | 79               | 51281      | 51190        |
| Les Istres-et-Bury | 90                       | 5,15       | 17               | 51302      | 51190        |
| Mancy              | 237                      | 3,57       | 66               | 51342      | 51530        |
| Monthelon          | 346                      | 2,66       | 130              | 51378      | 51530        |
| Morangis           | 367                      | 8,65       | 42               | 51384      | 51530        |
| Moussy             | 744                      | 2,81       | 265              | 51390      | 51530        |
| Oiry               | 886                      | 10,76      | 82               | 51413      | 51530        |
| Pierry             | 1.254                    | 5,16       | 243              | 51431      | 51530        |
| Plivot             | 751                      | 12,60      | 60               | 51434      | 51150        |
| Vinay              | 535                      | 3,09       | 173              | 51643      | 51530        |
| Kanton Épernay-2   | 25.260                   | 148,87     | 170              | 5108       | –            |

1. ↑   Nur der südwestliche Teil der Gemeinde, der Rest gehört zum Kanton Épernay-1.

Bis zur landesweiten Neuordnung der französischen Kantone im März 2015 gehörte aus den 11 Gemeinden Chouilly, Damery, Épernay, Fleury-la-Rivière, Mardeuil, Moussy, Pierry, Saint-Martin-d’Ablois, Vauciennes, Venteuil und Vinay. Er besaß vor 2015 einen anderen INSEE-Code als heute, nämlich 5137.